# Евгений (Летица)
Митрополит Евгений (серб. Митрополит Евгеније, в миру Манойло Летица, серб. Манојло Летица; декабрь 1858, Плашки, Австрийская империя, ныне Хорватия — 3 октября 1933, Суня, Королевство Югославия, ныне Хорватия) — епископ Сербской православной церкви, митрополит Дабро-Босанский.

## Биография
Учился в начальной школе в городе Огулин. По окончании гимназии в Сремских Карловцах изучал право в Вене, Граце и Загребе, где прошёл все три государственных экзамена.
С 1884 года работал юристом в городе Сремска-Митровица. В следующем году он переехал в Сараево, где он оставался на государственной службе до 1892 года.
В 1892 году оставил государственную службу, переехал в Загреб и работал референтом по юридическим вопросам в ипотечном банке.
В том же году ушёл с работы и поступил в духовную семинарию в Сремских Карловцах, которую окончил в 1895 году.
В том же году архимандритом Геннадием (Поповичем) пострижен в монашество в монастыре Кувеждин и был назначен 2-м делопроизводителем Соборного совета Карловацкой митрополии.
9 июля 1895 году патриархом Сербским Георгием (Бранковичем) рукоположен в сан диакона.
3 ноября того же года назначен делопроизводителем управления Темишварской епархии, составил описание епархии.
В конце 1895 года епископом Темишварским Никанором (Поповичем) возведён в сан придворного протодиакона.
18 апреля 1898 года в Сентендре епископом Будимским Лукианом (Богдановичем) рукоположён во иерея.
В 1899 году произведён в протосинкеллы, а 24 июля 1900 году возведён в сан архимандрита.
11/24 августа 1900 года по ходатайству Священного Синода Константинопольской Патриархии был назначен австрийским двором на кафедру новоучреждённой Баня-Лукско-Бихачской епархии.
30 декабря 1900 года в городе Баня-Лука хиротонисан во епископа. Хиротонию совершили митрополиты Дабро-Босанский Николай (Мандич), Захумско-Герцеговинский Серафим (Перович) и Зворникско-Тузланский Григорий (Живкович).
7 декабря 1907 года избран митрополитом Дабро-Боснийским. 22 января 1908 года был издан диплом о его назначении на должность, подписанный кириллицей императором Австро-Венгрии Францем Иосифом I.
При восстановлении Сербской православной церкви в 1919 году вошёл в её клир.
В ноябре 1920 году ушёл на покой, проживал в монастыре Врдник.
Как профессиональный юрист принимал участие в разработке Устава Сербской Православной Церкви 1931 года.
Современники отзывались о митрополите Евгении как о терпеливом, дисциплинированном человеке, готовом прислушаться к мнению других и не стремившемся к популярности.
Скончался 3 октября 1933 в Суне (ныне в Хорватии).